# Basking Ridge
Basking Ridge est une ville américaine située dans le comté de Somerset, dans le New Jersey. En 2000, sa population est estimée à 24 600 habitants.

## Démographie
Les chiffres de population disponibles (24 600 habitants en 2000) ne sont ni aussi précis ni aussi récents que pour d’autres localités, du fait du statut administratif particulier de Basking Ridge, qui est une zone dite « non-incorporée » : cela signifie qu'elle n'a pas le statut de municipalité mais est administrativement dépendante du township de Bernards. Bien que Basking Ridge présente tous les aspects concrets d'une ville, elle n'est pas non plus considérée comme une entité propre dans les recensements décennaux, et l'estimation actuelle se base sur le code postal associé à sa zone géographique. Néanmoins, la quasi-totalité (au moins 95 %) de la population du township de Bernards vit de fait à Basking Ridge, le restant de la population se répartissant dans les petites communautés voisines de Lyons, Liberty Corner et West Millington.
La même source indique que le niveau de qualification professionnelle et le revenu moyen des habitants en 2000 sont nettement supérieurs aux chiffres nationaux : le revenu annuel par personne s'élève ainsi à 54 753 $, avec une population active essentiellement constituée de « cols blancs » (à 82,53 %) et titulaires de diplômes universitaires pour 59,76 %. On constate peu de mixité raciale, avec 89,2 % de la population se déclarant de race blanche caucasienne, et peu de pauvreté (1,4 % de la population sous le seuil de pauvreté). Les prix de l'immobilier y sont élevés.
La ville apparait pour la première fois en tant quel dans un recensement aux États-Unis en 2020 avec un population de 7 196 habitants. Ce chiffre ne couvre possiblement pas le même territoire que celui de 2001.

## Histoire
La première présence attestée d'émigrants européens remonte à 1717, lorsque John Harrison achète au nom du roi Jacques III le territoire qui recouvre l'essentiel du township actuel de Bernards au chef Nowenok des amérindiens Lenapes, pour une somme équivalente à 50 $ actuels. Les premiers colons étaient des presbytériens anglais et écossais ayant fui la persécution religieuse.
Le nom de la ville apparaît en 1733 dans un document issu des archives de l'église presbytérienne, qui explique ce nom en indiquant que des animaux sauvages venaient souvent là pour s'étendre au soleil (bask en anglais) sur la crête (ridge).

## Sites remarquables
Au bord de l'église presbytérienne, monument historique reconstruit en 1839 pour la troisième fois sur le même emplacement, un cimetière abrite notamment les tombes de victimes de la Guerre d'Indépendance.
Un vieux chêne blanc âgé de 600 ans y étend ses immenses branches ; la tradition veut que George Washington et ses hommes se soient fréquemment arrêtés pour profiter de son ombre, sur le trajet les menant du quartier général de Morristown au poste d'artillerie de Pluckemin (l'actuelle Bedminster).

## Personnalités nées dans la ville
- William Lewis Dayton
- Tobin Heath, joueuse de soccer, double championne olympique en 2008 et 2012.
- Samuel L. Southard (en), sénateur et Secrétaire à la Marine